# Tit Annià
Tit Annià, en llatí Titus Annianus, fou un poeta romà que va viure al temps dels emperadors Trajà i Hadrià, i que fou amic d'Aule Gel·li (Aulus Gellius), que diu que coneixia molt bé la literatura antiga. És considerat l'autor d'uns versos fescennins.